# Groenige orvlinder
De groenige orvlinder (Polyploca ridens) is een nachtvlinder die behoort tot de eenstaartjes, de Drepanidae.

## Beschrijving
De vlinder heeft een voorvleugellengte van 15 tot 17 millimeter. De voorvleugel is zwart met groen, bruin en wit gemarmerd. De achtervleugel is wit. De vlinder heeft opvallende kuif vanuit het borststuk.

## Levenscyclus
De waardplant van de groenige orvlinder is eik. De eitjes worden een voor een op de takjes van de waardplant afgezet. De rups is te vinden in mei en juni. De soort overwintert als pop. Er is jaarlijks een generatie met de vliegtijd in april en mei.

## Voorkomen
De soort komt verspreid over Europa en waarschijnlijk in Klein-Azië voor. De oostelijke begrenzing van het areaal is niet precies bekend. De groenige orvlinder is in Nederland en België een zeldzame soort.